# مهاجر (فیلم ۲۰۱۳)
مهاجر (انگلیسی: The Immigrant) فیلمی درام به کارگردانی جیمز گری است که در سال ۲۰۱۳ منتشر شد. از بازیگران آن می‌توان به ماریون کوتیار، واکین فینیکس، جرمی رنر و آنجلا سارافیان اشاره کرد.